# Ensemble Arcimboldo
Das Ensemble Arcimboldo (Eigenschreibweise: ensemble arcimboldo) ist ein Schweizer Kammermusikensemble für Alte Musik.

## Geschichte
Die Gruppe wurde 1991 von dem Gambisten und Trumscheitspieler Thilo Hirsch gegründet. Es besteht aus einer Continuo-Gruppe aus Viola da gamba/Violone, Orgel/Cembalo  und Chitarrone/Laute. Dazu kommen weitere Instrumente wie Violinen, Trompeten, Zinken, Blockflöten und auch Vokalisten. Die Mitglieder der Gruppe haben vorwiegend an der Schola Cantorum Basiliensis oder am Königlichen Konservatorium Den Haag studiert. Die Gruppe ist bei verschiedenen Festivals aufgetreten, darunter dem Mozartfest Schloss Schwetzingen, dem Ekhof-Festival, dem Festival Fränkischer Sommer und dem Barockfest Münster. Die Interpretationen wurden 2004 vom Bayerischen Rundfunk und 2005 vom WDR gesendet.

## Tondokumente
- Bogenhauser Künstlerkapelle. Forgotten Avant-Garde of Early Music. Audite, 2016.
- Johann Valentin Rathgeber (1682–1750) Missa XII op.12 „Messe von Muri“. Audite, 2007.
- Co´l dolce suono. Venetianische Renaissancemusik für Sopran, Blockflöte & Streicher. Mt Ulrike Hofbauer (Sopran). Audite, 2017.
- Musique de la Grande Ecurie & des Gardes Suisses. Mit dem  Trompetenensemble der Schola Cantorum Basiliensis. Musiques Suisses, 2009.[2]